# Svenska kraftnät
Svenska kraftnät ist eine schwedische Behörde (Affärsverk), die als nationaler Übertragungsnetzbetreiber das dortige Hochspannungsleitungsnetz unterhält und für die Strom- und seit 2005 auch für die Erdgasversorgung zuständig ist.
Svenska kraftnät befindet sich zu 100 % in Staatsbesitz und entstand 1992 durch die Aufteilung von Vattenfall in eine Erzeugungs- und Distributionsgesellschaft (die heutige Vattenfall AB) und eine Netzgesellschaft.
Das Unternehmen verfügt über etwa 15.000 Kilometer Hochspannungsleitungen mit 220 und 400 kV und finanziert sich im Wesentlichen aus den Netznutzungsentgelten. Es gibt 16 Verbindungen mit Nachbarländern.